# أنطونيو سميث (لاعب كرة قدم أمريكية)
أنطونيو سميث (بالإنجليزية: Antonio Smith)‏ هو لاعب كرة قدم أمريكية أمريكي، ولد في 12 يونيو 1984.

## وصلات خارجية
- أنطونيو سميث على موقع مرجع كرة القدم المحترفة.كوم (الإنجليزية)